# Another Girl
Another Girl is een lied uit 1965 dat werd gebruikt in Help!, de tweede film van de Britse popgroep The Beatles. Het liedje werd daarnaast uitgebracht op de gelijknamige soundtrack bij de film en werd geschreven door Paul McCartney.

## Achtergrond
Paul McCartney en zijn vriendin, de actrice Jane Asher, verbleven van 4 tot en met 14 februari 1965 in een villa van de Engelse ambassade in Hammamet (Tunesië). De badkamer van deze villa had een goede akoestiek en in deze badkamer schreef McCartney Another Girl.
Hoewel Another Girl niet zoals de titelsong en Yesterday een van de meest prominente nummers op Help! is, bevat het toch enkele opvallende kenmerken. Op de eerste plaats speelt niet George Harrison leadgitaar; deze werd door McCartney zelf gespeeld. Daarnaast stopt de instrumentatie onverwacht aan het eind van de coupletten, voor het refrein, waardoor kortstondig alleen McCartneys zang te horen is. Ook nemen de akkoorden van het refrein een onverwachte wending, waardoor het refrein vrolijker is dan de rest van het lied.

## Opnamen
Op 15 februari begonnen The Beatles in de Abbey Road Studios in Londen aan de opnamen van Help!. Die dag namen The Beatles naast hun nieuwe single Ticket to Ride en Harrisons I Need You ook Another Girl op. The Beatles namen het nummer in slechts één take op. Daarnaast nam George Harrison in tien pogingen een gitaarpartij op die bedoeld was voor het einde van het nummer. Deze gitaarpartij werd uiteindelijk echter niet gebruikt. De volgende dag werd McCartneys leadgitaar middels een overdub aan de opname toegevoegd.

## Vertolking in Help!
De opnamen voor de speelfilm Help! begonnen op 23 februari 1965 op de Bahama's. Op 27 februari werd een scène opgenomen waarbij The Beatles Another Girl playbackten. Deze scène werd opgenomen op het eiland Balmoral, dicht bij het eiland New Providence. Tijdens deze scène houdt Paul McCartney een vrouw gekleed in een bikini vast als een gitaar.

## Credits
- Paul McCartney - zang, basgitaar, leadgitaar
- John Lennon - achtergrondzang, akoestische gitaar
- George Harrison - achtergrondzang, slaggitaar
- Ringo Starr - drums